# Телитченко Михайло Іванович
Михайло Іванович Телитченко (29 березня 1932 — 8 березня 2009, смт. Контарне Шахтарської міської ради Донецької області) — український радянський діяч, бригадир комплексної бригади шахти № 2 «Контарна» тресту «Шахтарськантрацит» Донецької області. Герой Соціалістичної Праці (14.02.1966). Депутат Верховної Ради СРСР 6—7-го скликань.

## Біографія
Народився в селянській родині. Освіта неповна середня.
У 1951—1954 роках — служба в Радянській армії.
У 1954 році на заклик комсомолу прибув в Донбас на шахту № 4-9 і почав працювати робітником очисного вибою. У 1955—1964 роках — бригадир робітників очисного вибою, бригадир комбайнової бригади, бригадир наскрізної комплексної бригади комуністичної праці шахти № 4-9 тресту «Шахтарськантрацит» Сталінської (Донецької) області.
Член КПРС з 1957 року.
У 1960 році виступив з ініціативою працювати один день на місяць на зекономлених матеріалах. Бригада щомісяця економила за рахунок повторного використання і дбайливого витрачання матеріалів 600—800 карбованців.
З 1964 року — бригадир комплексної бригади шахти № 2 «Контарна» тресту «Шахтарськантрацит» селища Контарне Шахтарської міської ради Донецької області.
Освоював нові стругові установки УСБ-2. Вже на третій місяць роботи бригаді під керівництвом Телитченка вдалося встановити всеукраїнський рекорд на стругові установки: видобуто понад 21 тисячу тонн вугілля на місяць. У жовтні 1964 року з однієї лави було видобуто 62 тисячі тонн вугілля і встановлено новий рекорд на УСБ-2М.
Потім — на пенсії в селищі Контарному Шахтарської міської ради Донецької області. Член СДПУ(О).

## Нагороди
- Герой Соціалістичної Праці (14.02.1966)
- орден Леніна (14.02.1966)
- ордени
- медалі
- заслужений шахтар Української РСР
- почесний громадянин міста Шахтарська
- почесний громадянин селища Контарне